# جين بارك
جين بارك (بالإنجليزية: Jane Park)‏ هي لاعبة غولف أمريكية، ولدت في 15 ديسمبر 1986 في شيكاغو في الولايات المتحدة.

## وصلات خارجية
- جين بارك على موقع رابطة لاعبات الغولف المحترفات (الإنجليزية)